# Ghelamco Arena
Ghelamco Arena – stadion piłkarski w Gandawie, wybudowany w latach 2011–2013 i otwarty 17 lipca 2013. Domowy obiekt KAA Gent (zastąpił Jules Ottenstadion). Pojemność jego trybun wynosi 20 175 miejsc. Jeszcze w trakcie budowy (do 31 maja 2013) nazywał się Arteveldestadion.